# Casimir Guyon de Montlivault
Casimir Guyon de Montlivault, né le 10 août 1770 à Montlivault et mort le 18 avril 1846 à Blois, est un préfet français de 1814 à 1830.

## Biographie

### Famille
Né le 10 août 1770 au château de Montlivault, Casimir Marie Victor Guyon de Montlivault, dit le comte Guyon de Montlivault, est le fils d'Éléonore Cécile Guyon, seigneur de Dizier (1730-1809) lieutenant des vaisseaux du roi, aide-major général de la marine, et d'Angélique Le Maire de Montlivault. Il appartient à une famille originaire de Montargis anoblie en 1636, dont la filiation remonte à Jean Guyon, bourgeois de Montargis, marié à Marie Fleureau.
Il épouse en 1812 sa nièce Elisabeth Guyon de Montlivault (fille de son frère Jacques Guyon, seigneur de Montlivault et de Catherine Rosalie Rangeard de la Charmoise) dont il a deux enfants : Isère Guyon de Montlivault (1816-1894), dont descendance, et Arthur Guyon de Montlivault (1821).

### Carrière
Dès l'âge de quinze ans, il sert pendant quatre ans comme officier d'artillerie dans le régiment de Toul. Il obtient ensuite un congé pour faire ses caravanes comme chevalier non profès sur les galères de l’Ordre de Malte. En 1994, il s'expatrie et est porté sur la liste des émigrés. Il séjourne en Allemagne et en Italie avant de rentrer en France en 1801. En 1811 il est nommé intendant général de la maison de l'impératrice Joséphine.
En 1814,  il est nommé préfet des Vosges par comte d'Artois, lieutenant-général du royaume. Il démissionne de ce poste  en 1815 pendant les Cent-Jours puis, à la Seconde Restauration, 

Nommé préfet de l'Isère de 1815 à 1816, il eut une attitude équivoque lors d'une conspiration et une tentative de soulèvement en mai 1816 à Grenoble, visant à renverser les Bourbons menée par le bonapartiste Jean-Paul Didier. D'abord passif et minimisant pour des raisons incompréhensibles le danger du projet de complot dont était informé, il fit preuve ensuite d'un zèle sans limite dans la répression contre les partisans du complot. 

« Le préfet Montlivault auquel on pouvait reprocher d'avoir manqué de prévoyance s'était jeté dans la voie des plus grandes rigueurs : arrestations, exils, destitutions, désarmement, mises en surveillance, tout avait été mis en œuvre pour écraser l'adversaire vaincu. »

Jean-Paul Didier fut exécuté et une plainte en accusation d'assassinat judiciaire fut formulée contre le général Donnadieu, et le préfet Montlivault.
Il est ensuite préfet du Calvados de 1816 à 1830.
Il est nommé gentilhomme honoraire de la chambre du roi en 1822.

## Distinctions
- Officier de la Légion d'honneur le 22 août 1824[5]
- Chevalier de l'Ordre de Saint-Louis
- Chevalier de l'Ordre de Saint Maurice et Saint Lazare.